# Shahrestān di Nikshahr
Lo shahrestān di Nikshahr (farsi شهرستان نیکشهر) è uno dei 18 shahrestān del Sistan e Baluchistan, il capoluogo è Nikshahr. Lao shahrestān è suddiviso in 3 circoscrizioni (bakhsh): 
- Centrale (بخش مرکزی)
- Bent (بخش بنت), con la città di Bent.
- Lashar (بخش لاشار), con la città di Espakeh.